# Macé
Macé ist eine Gemeinde im französischen Département Orne in der Normandie. Sie gehört zum Kanton Sées und zum Arrondissement Alençon. Sie grenzt im Norden an Le Château-d’Almenêches, im Nordosten an Chailloué, im Südosten an Sées, im Süden an Belfonds und im Westen an Mortrée.

## Bevölkerungsentwicklung
| Jahr      | 1962 | 1968 | 1975 | 1982 | 1990 | 1999 | 2008 | 2019 |
| --------- | ---- | ---- | ---- | ---- | ---- | ---- | ---- | ---- |
| Einwohner | 668  | 632  | 588  | 491  | 464  | 476  | 493  | 368  |

## Persönlichkeiten
Der Politiker Ernest Granger (1844–1914) verbrachte seine letzten Lebensjahre in Macé und ist dort begraben.